# Journée du manuscrit francophone
La Journée du manuscrit francophone est une journée internationale consacrée au livre à l’instar de la Fête de la musique. Elle est organisée tous les 24 octobre depuis 2013.

## But
Cette journée culturelle fut établie par Les Éditions du Net (LEN) en collaboration avec le magazine littéraire ActuaLitté et quelques partenaires,, pour permettre à de nombreux auteurs amateurs de l’espace francophone dans différents coins du monde d’y participer en envoyant librement leurs manuscrits par le biais du site internet de l’organisateur.
Des extraits des ouvrages sont publiés sur le site pour attirer l’attention du public et permettre à ce qu’il s’exprime par des commentaires et des votes qui seront pris en compte par le jury composé d'écrivains qui sélectionne parmi les ouvrages participants sept Prix littéraires - Roman, Poésie, Essai, Policier, Témoignage, Science-Fiction, Nouvelles et le Grand Prix de la journée pour une édition traditionnelle accompagnée d'une campagne de promotion dans toute la Francophonie à la hauteur de 10 000 EUR,.

## Célébrations
L’éditeur se veut un tremplin pour ces auteurs amateurs qui se lancent dans l’aventure. L’organisateur de la journée revendique plus de 300 millions de contacts, grâce aux réseaux sociaux. Dès la première édition, le taux de participation a été exceptionnel et cet événement a rassemblé de nombreuses personnes de partout dans le monde. Plusieurs pays tant européens que d’autres continents sont représentés par quelques auteurs de chez eux, l’Afrique francophone toujours présente,,, surtout avec l'organisation de la fête sur le sol africain à Dakar sous le parrainage de Maurice Kouakou Bandaman et à Abidjan au Palais de la Culture en 2016.
Soutenue par l'Unesco depuis 2015 et par le président Emmanuel Macron en 2018, la « Fête du livre » bénéficie également du parrainage du président Felix Tshisekedi pour les deux dernières éditions.

### Quelques membres du jury liés à cette journée
- Michel Dansel
- Wilfried N'Sondé
- Julien Kilanga